# Маячка (притока Орелі)
Мая́чка — річка в Україні, в межах Новосанжарського району Полтавської області. Права притока Орелі (басейн Дніпра). 

## Опис
Довжина річки 9 км. Річище помірно звивисте, у пригирловій частині є стариці. 

## Розташування
Маячка утворюється внаслідок злиття двох невеличких річок — Мокрої Маячки та Сухої Маячки. Тече переважно на південний схід, у пригирловій частині на південь. Впадає до Орелі між селами Маячка і Канави. 
Річка протікає через села Лівенське та Маячку, де через річку побудовані мости. 